# Кугач, Михаил Юрьевич
Михаи́л Ю́рьевич Кугач (род. 2 января 1939, Москва) — заслуженный художник России (2000), действительный член РАХ (2002). 

## Биография
Родился 2 января 1939 года в Москве, сын художников О. Г. Светличной и Ю. П. Кугача.

### Образование
1949—1956 годы — Московская средняя художественная школа при Государственном институте имени В. И. Сурикова.
1956—1962 годы — Московский государственный академический художественный институт имени В. И. Сурикова, факультет станковой живописи, мастерская профессора П. Д. Покаржевского, дипломная работа — «1924 год. Гудки».

### Профессиональная деятельность
Член Союза художников СССР с 1965 года.
1967—1968 годы — работает в творческой мастерской профессора Б. В. Иогансона.
С 1963 года участвует во всех регулярных выставках Союза художников.
1987 год — художественный руководитель Московского художественного училища памяти 1905 года.
1988 год — председатель творческого объединения художников «Москворечье»
1995 год — избирается членом-корреспондентом Российской академии художеств.
Работы художника находятся в частных и государственных коллекциях в России и за рубежом.
Награждён Почётной грамотой Московской городской думы за заслуги перед городским сообществом и в связи с 70-летием со дня рождения.